# Micomitra parvicellula
Micomitra parvicellula är en tvåvingeart som först beskrevs av Mario Bezzi 1921.  Micomitra parvicellula ingår i släktet Micomitra och familjen svävflugor. Inga underarter finns listade i Catalogue of Life.